# All the Rage (Cary Brothers)
All the Rage è l'EP di debutto del cantautore statunitense Cary Brothers, pubblicato nel 2004.

## Tracce
Testi e musiche di Cary Brothers.
1. Blue Eyes – 4:23
2. Something – 6:12
3. Supposed to Be – 3:07
4. Honestly – 4:08

## Formazione
- Cary Brothers - basso, chitarra, tastiere, voce
- Chad Fischer - basso, batteria, tastiere, missaggio